# Аболіціонізм у кримінології
Аболіціонізм у кримінології — прагнення до повної відмови від інституту в'язниці, а в більш широкому сенсі — до скасування кримінального права.
Кримінологи-аболіціоністи дотримуються думки, згідно з якою держава не повинна визначати вид покарання та спосіб її виконання. Згідно з їхніми поглядами це завдання мають спільно вирішувати рідні та близькі злочинців чи жертви.
Цей напрямок виник у 1970-і роки. Відомі кримінологи-аболіціоністи: Нільс Крісті і Томас Матісен (Норвегія), Герман Б'янкі та Люк Хюльсман (Голландія) .
Альтернативою кримінальному покаранню прихильники аболіціонізму пропонують ширше використання особливого механізму врегулювання конфліктних ситуацій. Багато хто з них дотримується думки, що держава не повинна визначати вид покарання та спосіб її виконання, а це завдання мають спільно вирішувати близьке оточення злочинця та його жертви .
Помірними аболіціоністами висуваються пропозиції щодо використання практики короткострокового позбавлення волі на строк, що не перевищує чотирьох років для дорослих чоловіків і більше двох років для жінок та неповнолітніх, з метою уникнути ефекту «виключеності», незворотних змін психіки людини.

## Аргументи на користь відмови від інституту в'язниці
- Існує брак адвокатів, здатних захищати інтереси звинувчуваних у суді.
- Звинувачуваних у поширенні наркотиків у більшості випадків насправді переслідують на основі їхньої етнічної приналежності.
- Тюремне ув'язнення лягає важким соціально-економічним тягарем як у засудженого, і на суспільство.
- На думку Коаліції штату Массачусетс за скорочення шкоди пенітенціарна система порушує Загальну декларацію прав людини.
- Існують більш ефективні методи запобігання злочинам та компенсації шкоди, завданої жертвам злочину, ніж тюремне ув'язнення злочинця.
- Справедливість судового висновку залежить від фінансових можливостей звинувачуваного.
- В'язниці відчужують ув'язнених від сімей та друзів, а також руйнують важливі соціальні зв'язки.
- У США небілошкірих людей та представників робітничого класу піддають ув'язненню непропорційно частіше, ніж білих фінансово забезпечених людей.
- Тюремний вирок за злочин, скоєний на ґрунті бідності, згодом заважає засудженим забезпечити собі легальне працевлаштування, штовхаючи їх на нові злочини.
- Немає доказів того, що в'язниці зменшують схильність людей до насильства.
- У в'язницях немає реабілітації наркоманів.